# Эйрис, Майкл
Майкл Вайланку́р Э́йрис (англ. Michael Vaillancourt Aris; 27 марта 1946, Гавана — 27 марта 1999, Оксфорд) — британский тибетолог и буддолог, один из ведущих исследователей истории и культуры Бутана.

## Биография
Майкл Эйрис родился в англо-франкоканадской семье дипломатов на Кубе. Вскоре после рождения Майкл с родителями переехал в Великобританию. Там он посещал школу в графстве Западный Суссекс. По окончании школы Эйрис поступил в Даремский университет, который закончил в 1967 году, получив учёную степень по современной истории.
Шесть лет он проработал учителем детей в королевской семье в Бутане.
Эйрис читал лекции по истории азиатских стран в ряде колледжей Оксфорда и в Оксфордском университете. В последние годы жизни он содействовал созданию центра по изучению тибетской культуры в Оксфорде.
Его брат-близнец Энтони Эйрис также специализировался на тибетологии.
В 1972 году Эйрис женился на Аун Сан Су Чжи, с которой он познакомился в колледже. Проведя год в Бутане, они переселились в Северный Оксфорд. У них родились два сына — Александр и Ким. За эти годы он защитил диссертацию по тибетской литературе в Лондонском университете (1978). В 1988 году Аун Сан Су Чжи вернулась в Бирму, где развернула демократическое движение.
В 1997 году Майкл Эйрис заболел раком простаты, от которого позже умер.
Он использовал все возможности для поддержки Аун Сан Су Чжи в Мьянме. Бирманские власти не давали ему визу, объясняя невозможностью оказания ему медицинской помощи, однако вынуждали Аун Сан Су Чжи покинуть страну для встречи с мужем. Однако она боялась выезжать из опасения не вернуться обратно .
Он умер в 1999 году на свой 53-й день рождения. За последние десять лет жизни он смог увидеться с женой только пять раз, последний раз — на рождество в 1995 году.

## Память
«Леди» (2011) — художественный фильм Люка Бессона о жизни, борьбе и любви Аун Сан Су Чжи, рассказанной от лица её мужа Майкла Эйриса. В роли Эйриса — Дэвид Тьюлис.

## Сочинения
- Freedom from Fear and Other Writings: Revised Edition (Paperback) by Aung San Suu Kyi (Author), Václav Havel (Foreword), Desmond M. Tutu (Foreword), Michael Aris (Editor). Penguin (Non-Classics); Rev Sub edition (1 March 1996). ISBN 978-0140253177.
- Tibetan Studies in Honour of Hugh Richardson. Edited by Michael Aris and Aung San Suu Kyi. Preface by Michael Aris. (1979). Vikas Publishing house, New Delhi.
- «Notes on the History of the Mon-yul Corridor.» In: * Tibetan Studies in Honour of Hugh Richardson, pp. 9-20. Edited by Michael Aris and Aung San Suu Kyi. (1979). Vikas Publishing house, New Delhi.
- Hidden Treasures and Secret Lives: A Study of Pemalingpa (1450—1521) and the Sixth Dalai Lama (1683—1706) (1450—1521 and the Sixth Dalai Lama). Kegan Paul; 1st edition (May 1989). ISBN 978-0710303288.
- The Raven Crown: The Origins of Buddhist Monarchy in Bhutan (Hardcover). Serindia Publications (1 October 2005). ISBN 978-1932476217.
- Lamas, Princes, and Brigands: Joseph Rock’s Photographs of the Tibetan Borderlands of China. Joseph F. Rock (Author), Michael Aris (Editor). 1st edition 1982. Reprint: China House Gallery. China Institute in America (June 1992). ISBN 978-0295972091.
- Bhutan, the Early History of a Himalayan Kingdom. (Aris & Phillips Central Asian Studies) (Paperback). Aris & Phillips (May 1979). ISBN 978-0856681998.
- Views of Medieval Bhutan: The Diary and Drawings of Samuel Davis 1783 (Hardcover). Roli Books International (1982).
- High Peaks, Pure Earth: Collected Writings on Tibetan History and Culture (Paperback) by Hugh Richardson (Author), Michael Aris (Author). Serindia Publications (October 1998). ISBN 978-0906026465.
- Ceremonies of the Lhasa Year (Heritage of Tibet) (Paperback) by Hugh Richardson (Author), Michael Aris (Editor). Serindia Publications (June 1994). ISBN 978-0906026298.
- Sources for the history of Bhutan (Wiener Studien zur Tibetologie und Buddhismuskunde) (Unknown Binding). Arbeitskreis für Tibetische und Buddhistische Studien, Universität Wien (1986).
- Tibetan studies and resources in Oxford. (6 pages only — unknown publisher and binding)